# Ratusz w Lubawce
Ratusz w Lubawce – został wzniesiony w latach 1723-1725 w stylu klasycystycznym, w kolejnych latach został zniszczony w pożarze, a następnie odbudowany. Obecnie jest siedzibą władz miejskich Lubawki.

## Historia
Ratusz w Lubawce został wzniesiony w latach 1723-1725 według projektu Felixa Antona Hammerschmiedta, pochodzącego ze Świdnicy. W roku 1734 budynek spłonął, w roku 1781 został odbudowany, a w roku 1862 przeprowadzono remont kapitalny i wzniesiono nową wieżę. 

Decyzją wojewódzkiego konserwatora zabytków z dnia 11 maja 1981 roku ratusz został wpisany do rejestru zabytków. W 2024 planowane jest przeprowadzenie generalnego remontu ratusza, przywrócenie historycznej kolorystyki i detali architektonicznych zabytku oraz wykonanie iluminacji świetlnej.

## Architektura
Ratusz jest budowlą klasycystyczną, wzniesioną na planie prostokąta, ma dwa i trzy trakty pomieszczeń i jest nakryty dachami wielospadowymi. Na ścianie frontowej widnieje płytki pseudoryzalit o trzech osiach, ujęty pilastrami w wielkim porządku. W osi ryzalitu jest półkolisty portal, a na nim widnieje herb miasta. Ryzalit zwieńczony jest trójkątnym szczytem, z którego wyrasta wysmukła neogotycka wieża z tarczami zegarowymi, nakryta ostrosłupowym hełmem. Na parterze budynku jest obszerna sień, a obok szereg sal z zachowanymi sklepieniami kolebkowymi z lunetami. W południowo-zachodnim narożniku budynku jest posąg św. Jan Nepomucena, ustawiony zaraz po zakończeniu budowy obiektu. Obecnie ratusz jest siedzibą władz samorządowych i administracyjnych Lubawki. 

## Galeria

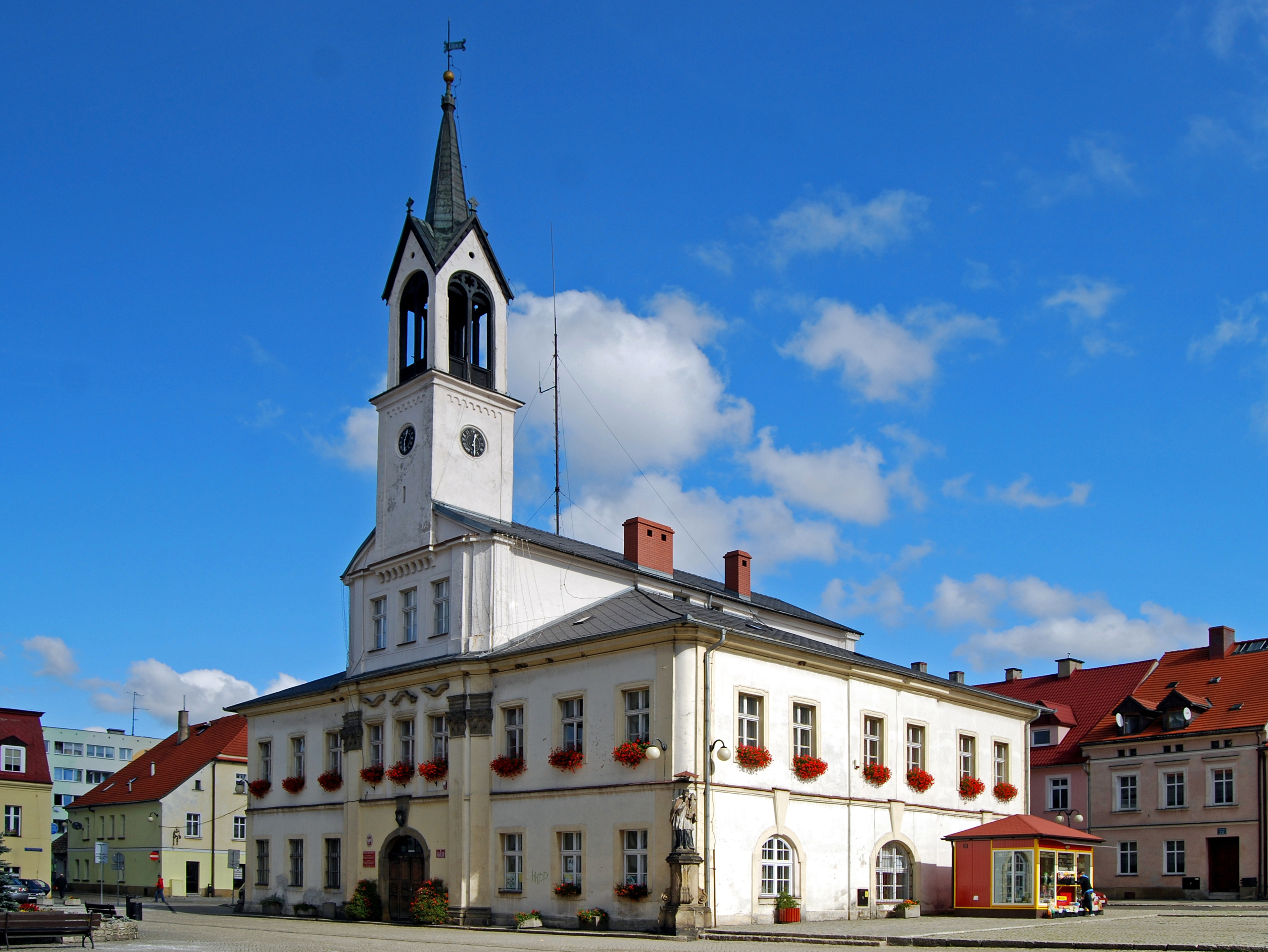
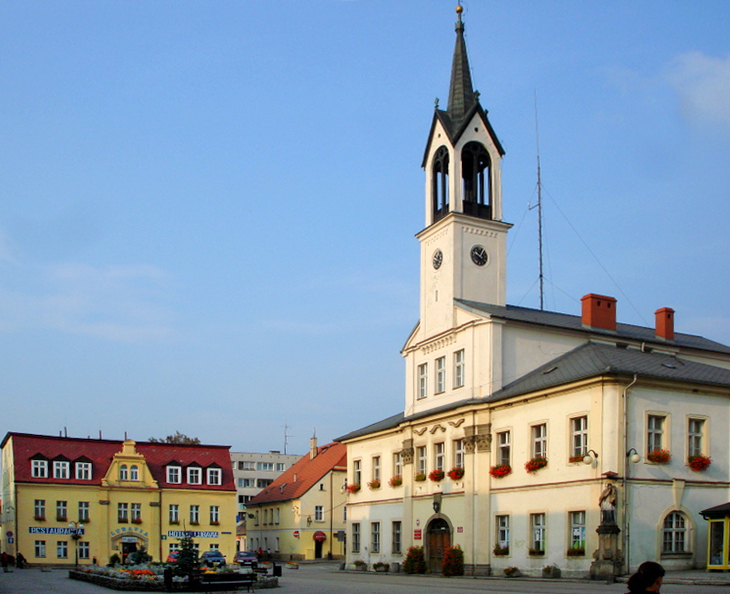
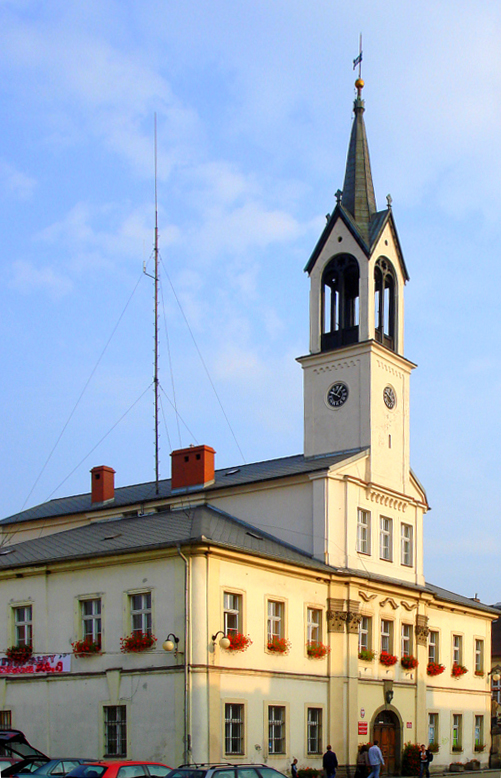
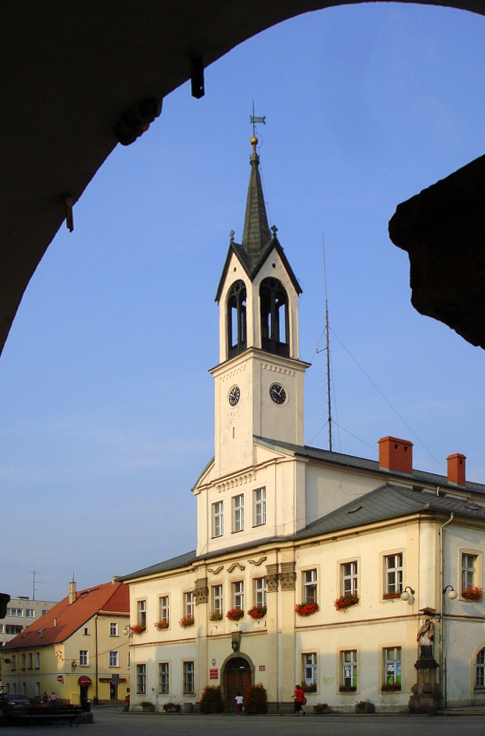
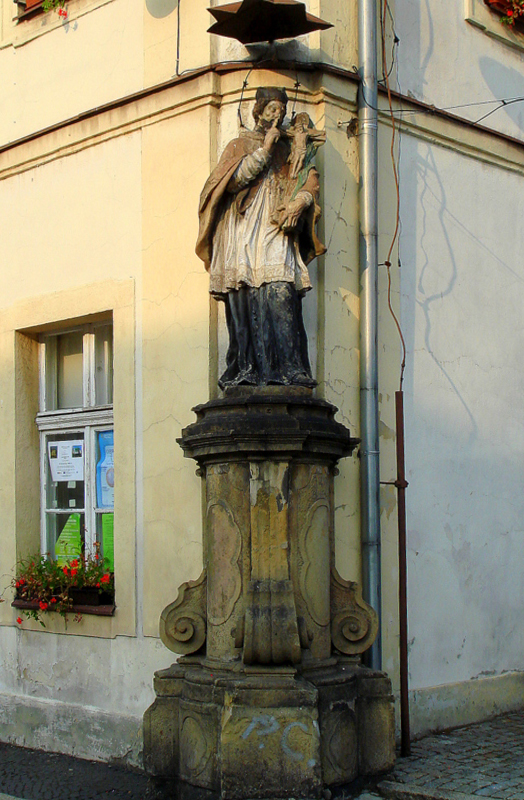
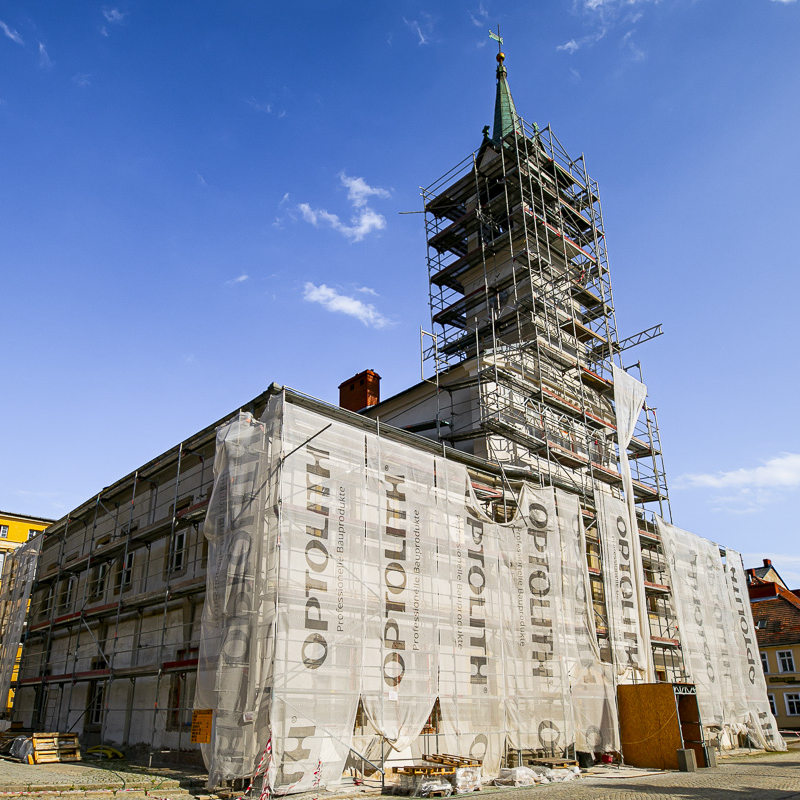
Ratusz w 2024 r. w trakcie remontu